# ATOW1996
ATOW1996 este unul din cele mai nordice formațiuni de uscat de pe Pământ.

## Geografia
Este o insulă mică de aproximativ 10 metri lungime și de un metru înălțime, situată la câțiva kilometri nord de Capul Morris Jesup în nordul Groenlandei.

## Istoria
Aceasta a fost descoperită și numită de către expediția americană Top of the World expedition din 1996.